# قائمة السفن المستهدفة في أزمة البحر الأحمر
قائمة السفن المستهدفة في أزمة البحر الأحمر هي قائمة بالسفن التي استهدفت خلال أزمة البحر الأحمر أو مايعرف بهجمات اليمن على اسرإئيل، حيث بدأت القوات المسلحة اليمنية الموالية لحركة أنصار الله باستهداف السفن المرتبطة بإسرائيل في 19 نوفمبر 2023 ، في البحر الأحمر ومضيق باب المندب وخليج عدن وبحر العرب، بهدف وقف الحرب الإسرائيلية على قطاع غزة، وفي 9 ديسمبر 2023 وسعت القوات المسلحة اليمنية الموالية لحركة أنصار الله دائرة السفن المستهدفة لتشمل جميع السفن من جميع الجنسيات المتوجهة من وإلى المواني الإسرائيلية حتى يدخل إلى قطاع غزة الغذاء والدواء، وفي 12 يناير 2024 بدأت الولايات المتحدة والمملكة المتحدة شن هجمات على مناطق سيطرة حركة أنصار الله في اليمن بهدف تدمير قدرات قوات الحركة في استهداف السفن في البحر الأحمر وخليج عدن وباب المندب وبحر العرب وردا علي الهجمات أعلنت القوات المسلحة اليمنية الموالية لحركة أنصار الله بدء استهداف السفن الأمريكية والبريطانية في البحر الأحمر وخليج عدن وباب المندب وبحر العرب.

## المعايير
تعتمد القائمة في إضافة السفن إليها الإعلان الرسمي عن استهداف السفينة ويشمل الإعلان الرسمي بيانات المتحدث العسكري باسم القوات المسلحة اليمنية الموالية لحركة أنصار الله يحيى سريع، وبيانات الجيش الأمريكي وبيانات الدول المعنية بالسفينة المستهدفة وبيانات هيئة عمليات التجارة البحرية البريطانية بالإضافة إلى بيانات شركة أمبري البريطانية للأمن البحري.

## القائمة
|     | التاريخ             | اسم السفينة | علم السفينة                                       | ملكية                            | الاستهداف                                   | الموقع                      | تفاصيل |
| --- | ------------------- | --- | ------------------------------------------------- | -------------------------------- | ------------------------------------------- | --------------------------- | --- |
| 1   | 19 نوفمبر 2023      | غالاكسي ليدر | باهاماس                                           | إسرائيل                          | مروحية ميل مي-17                            | البحر الأحمر                | احتجاز السفينة غالاكسي ليدر |
| 2   | 24 نوفمبر 2023      | سي إم ايه - سي جي أم - سيمي | مالطا                                             | إسرائيل                          | هجوم بطائرة مسيرة                           | المحيط الهندي               | استهداف سفينة سي إم ايه سي جي أم سيمي |
| 3   | 25 نوفمبر 2023      | سفينة شحن | مالطا                                             | إسرائيل                          | إجبارها على تغيير مسارها                    | البحر الأحمر                | مملوكة لشركة زيم الاسرائيلية |
| 4   | 26 نوفمبر 2023      | سنترال بارك | ليبيريا                                           | إسرائيل                          | استيلاء على السفينة                         | خليج عدن                    | صعد مسلحون على متن السفينة المملوكة لشركة زودياك ماريتايم المرتبطة بإسرائيل |
| 5   | 25 نوفمبر 2023      | كلاندار | إسرائيل                                           | إسرائيل                          | طائرة مسيرة                                 | البحر الأحمر                | مملوكة للشركة الشحن الإسرائيلية زيم. |
| 6   | 27 نوفمبر 2023      | يو إس إس ميسون | بحرية الولايات المتحدة                            | الولايات المتحدة                 | صواريخ باليستية                             | خليج عدن                    | إطلاق صاروخين بالستين بتجاه المدمرة الأمريكية |
| 7   | 3 ديسمبر 2023       | يو إس إس كارني | بحرية الولايات المتحدة                            | الولايات المتحدة                 | هجوم بطائرات مسيرة وصواريخ باليستية         | البحر الأحمر                | هجوم بطائرات مسيرة وصواريخ باليستية أطلقت من مناطق سيطرة حركة أنصار الله الحوثيين في اليمن. |
| 8   | 3 ديسمبر 2023       | نمبر ناين | بنما                                              | إسرائيل                          | طائرات مسيرة                                | البحر الأحمر                | استهداف سفينة نمبر ناين |
| 9   | 3 ديسمبر 2023       | يونِتي إكسبلورر | باهاماس                                           | إسرائيل                          | صاروخ بحري                                  | البحر الأحمر                | استهداف سفينة يونتي إكسبلورر |
| 10  | 12 ديسمبر 2023      | ستراندا | النرويج                                           |                                  | صاروخ بحري                                  | البحر الأحمر                | استهداف سفينة ستريندا |
| 11  | 13 ديسمبر 2023      | أردمور ان كنتر | جزر مارشال                                        |                                  | صاروخ بحري                                  | باب المندب                  | لم تصب السفينة |
| 12  | 13 ديسمبر 2023      | ناقلة بضائع | مالطا                                             |                                  | تبادل إطلاق النار                           | البحر الأحمر                | زوارق تبادلت إطلاق النارمع السفينة |
| 13  | 14 ديسمبر 2023      | ميرسيك جبرلاتر | هونغ كونغ                                         | الدنمارك                         | طائرة مسيرة                                 | البحر الأحمر                | قالت القوات المسلحة اليمنية الموالية لحركة أنصار الله الحوثيين أنها استهدفت السفينة المتجهة إلى إسرائيل بعد رفض طاقم السفينة الاستجابة لنداءات القوات البحرية اليمنية الموالية لحركة أنصار الله الحوثيين. |
| 14  | 15 ديسمبر 2023      | إم إس سي ألانيا | ليبيريا                                           | إيطاليا                          | صاروخ بحري                                  | البحر الأحمر                | أعلنت القوات المسلحة اليمنية الموالية لحركة أنصار الله الحوثيين استهداف السفينة إم إس سي ألانيا بصاروخ بحري بعد رفض السفينة الاستجابة لنداءات القوات البحرية والرسائل التحذيرية النارية. |
| 15  | 15 ديسمبر 2023      | إم إس سي بالاتيوم 3 | ليبيريا                                           | إيطاليا                          | صاروخ بحري                                  | البحر الأحمر                | أعلنت القوات المسلحة اليمنية الموالية لحركة أنصار الله الحوثيين استهداف السفينةإم إس سي بالاتيوم 3 بصاروخ بحري بعد رفض السفينة الاستجابة لنداءات القوات البحرية والرسائل التحذيرية النارية. |
| 16  | 15 ديسمبر 2023      | الجسرة | ليبيريا                                           | المانيا                          | طائرة مسيرة                                 | البحر الأحمر                | قالت شركة هاباج لويد إن سفينة الجسرة التابعة لها تعرضت لهجوم أثناء إبحارها قرب الساحل اليمني وقالت شركة الأمن البحري البريطانية أمبري إن السفينة تعرضت للهجوم بقذيفة تسببت باشتعال حريق على متن السفينة ما سبب أضرار مادية |
| 17  | 18 ديسمبر 2023      | إم في سوان أتلانتيك | النرويج                                           | النرويج                          | طائرة بحرية                                 | البحر الأحمر                | أعلنت القوات المسلحة اليمنية الموالية لحركة أنصار الله الحوثيين استهداف ناقلة النفط سوان أتلانتيك وأن لها ارتباط بإسرائيل، وقالت إنها استهدفت بعد رفض طاقم السفينة «الاستجابة لنداءات القوات البحرية اليمنية» بطائرة بحرية أكدت شركة انفينتور كيميكال تانكرز المالكة للسفينة تعرض السفينة للهجوم بجسم غير محدد، وان طاقم السفينة لم يصب. |
| 18  | 18 ديسمبر 2023      | إم إس سي كلارا | بنما                                              | إسرائيل                          | طائرة بحرية                                 | البحر الأحمر                | أعلنت القوات المسلحة اليمنية الموالية لحركة أنصار الله الحوثيين استهداف ناقلة الحاويات إم إس سي كلارا وان لها ارتباط بإسرائيل، وقالت إنها استهدفت بعد رفض طاقم السفينة «الاستجابة لنداءات القوات البحرية اليمنية» بطائرة بحرية |
| 19  | 23 ديسمبر 2023      | إم في سايبابا | الهند                                             | الغابون                          | طائرة بدون طيار                             | البحر الأحمر                | قالت القيادة المركزية الأمريكية إن طائرة مسيرة أصابت الناقلة إم في سايبابا في البحر الأحمر |
| 20  | 23 ديسمبر 2023      | يو إس إس لابون | بحرية الولايات المتحدة                            | الولايات المتحدة                 | طائرات بدون طيار                            | البحر الأحمر                | أعلن الجيش الأمريكي إسقاط 4 طائرات مسيرة أطلقت من مناطق سيطرة حركة أنصار الله الحوثيين في اليمن كانت تستهدف المدمرة الأمريكية يو إس إس لابون في البحر الأحمر. |
| 21  | 26 ديسمبر 2023      | إم إس سي يونايتد | ليبيريا                                           |                                  | صواريخ بحرية                                | البحر الأحمر                | أعلنت القوات المسلحة اليمنية الموالية لحركة أنصار الله الحوثيين استهداف السفينة إم إس سي يونايتد في البحر الحمر بصواريخ بحرية بعد تجاهل السفينة لنداءات القوات البحرية والرسائل التحذيرية النارية. |
| 22  | 30 - 31 ديسمبر 2023 | ميرسك هانغتشو | سنغافورة                                          | الدنمارك                         | صواريخ بحرية وزوارق حربية                   | البحر الأحمر                | - أعلنت القيادة العسكرية الأمريكية الوسطى تعرض سفينة حاويات دنماركية ترفع علم سنغافورة للهجوم بصاروخ. - أعلنت القوات المسلحة اليمنية الموالية لحركة أنصار الله الحوثيين استهداف سفينة ميرسك هانغزو بصواريخ بحرية. |
| 23  | 4 يناير 2024        | سي إم أي سي جي إم تيج | مالطا                                             | فرنسا                            | صاروخ باليستي مضاد للسفن                    | البحر الأحمر                | - أعلنت القيادة المركزية العسكرية الأمريكية أن القوات الموالية للحركة أنصار الله الحوثيين أطلقت صاروخين مضادين للسفن من مناطق سيطرة الحركة في اليمن إلى البحر الأحمر. - أعلنت القوات المسلحة اليمنية الموالية لحركة أنصار الله الحوثيين استهداف السفينة "سي إم أي سي جي إم تيج" كانت متجهة إلى إسرائيل. |
| 24  | 10 يناير 2024       | القوات المسلحة اليمنية الموالية لحركة أنصار الله لم تذكر اسم السفينة واكتفت بالقول إنها أمريكية القيادة المركزية الأمريكية - يو إس إس دوايت أيزنهاور - يو إس إس جرافلي - يو إس إس لابون - يو إس إس ميسون - المدمرة إتش إم إس دايموند | بحرية الولايات المتحدة البحرية الملكية البريطانية | الولايات المتحدة المملكة المتحدة | طائرات مسيرة وصواريخ بحرية وصواريخ باليستية | البحر الأحمر                | - أعلنت القوات المسلحة اليمنية الموالية لحركة أنصار الله الحوثيين تنفيذ عملية عسكرية في البحر الأحمر باستخدام الصواريخ الباليستية والبحرية والطائرات المسيرة ضد سفينة أمريكية كانت تقدم الدعم لإسرائيل وأشارت إلى أن هذه «العملية جاءت كرد أولي على الاعتداء الغادر الذي تعرضت له قواتنا البحرية من قبل قوات العدو الأمريكي» - القيادة المركزية الأمريكية تعلن إسقاط 18 طائرة مسيرة وصاروخين كروز وصاروخ بالستي مضاد للسفن أطلقتهم القوات اليمنية الموالية لحركة أنصار الله الحوثيين من مناطق سيطرتها في اليمن نحو جنوب البحر الأحمر، وأكدت أن هذا الهجوم هو السادس والعشرون منذ 19 نوفمبر 2023. |
| 25  | 15 يناير 2024       | يو إس إس لابون | بحرية الولايات المتحدة                            | الولايات المتحدة                 | صاروخ كروز                                  | البحر الأحمر                | أعلنت القيادة المركزية الأمريكية أن القوات المسلحة اليمنية الموالية لحركة أنصار الله استهدفت المدمرة الأمريكية يو إس إس لابون بصاروخ كروز مضاد للسفن أطلق من مناطق سيطرة حركة أنصار الله في اليمن على المدمرة الأمريكية في البحر الأحمر، وأكدت أن طائرة أمريكية اعترضت الصاروخ. |
| 26  | 15 يناير 2024       | نسر جبل طارق | جزر مارشال                                        | الولايات المتحدة                 | صاروخ باليستي مضاد للسفن                    | جنوب البحر الأحمر خليج عدن  | - أعلنت القيادة الوسطى الأمريكية إصابة سفينة شحن حاويات أمريكية ترفع علم مارشال جنوب البحر الأحمر بصاروخ باليستي أطلق من مناطق سيطرة حركة أنصار الله في اليمن. - أعلنت القوات المسلحة اليمنية الموالية لحركة أنصار الله استهدافها لسفينة أمريكية في خليج عدن بعدد من الصواريخ البحرية وأكدت ان الصواريخ اصابة السفينة بشكل دقيق ومباشر. |
| 27  | 16 يناير 2024       | زوغرافيا | مالطا                                             |                                  | صواريخ بحرية                                | البحر الأحمر                | - أصيبت سفينة شحن ترفع علم مالطا جنوب البحر الأحمر بصاروخ وفق بيان شركة الأمن البحري البريطاني أمبري، وأشارت إلى أن الحادثة وقعت على بعد 76 ميلاً شمال غرب ميناء الصليف. - أعلنت القوات المسلحة اليمنية الموالية لحركة أنصار الله استهداف السفينة زوغرافيا بصواريخ بحرية، واكدت ان السفينة كانت متجهة إلى إسرائيل، وان استهداف السفينة جاء بعد رفض السفينة لنداءات التحذير والرسائل النارية. |
| 28  | 17 يناير 2024       | جينكو بيكاردي | جزر مارشال                                        | الولايات المتحدة                 | صواريخ بحرية                                | خليج عدن                    | أعلنت القوات المسلحة اليمنية الموالية لحركة أنصار الله استهداف سفينة أمريكية في خليج عدن تحمل اسم جينكو بيكاردي، بعدد من الصواريخ البحرية، وأكدت إصابة السفينة. |
| 29  | 18 يناير 2024       | كيم رينجر | جزر مارشال                                        | الولايات المتحدة                 | صواريخ بحرية                                | خليج عدن                    | أعلنت القوات المسلحة اليمنية الموالية لحركة أنصار الله استهداف سفينة أمريكية في خليج عدن تحمل اسم كيم رينجر بصواريخ بحرية وأشارت إلى أن عملية الاستهداف تأتي في سياق "انتصارا لمظلومية الشعب الفلسطيني في قطاع غزة وضمن الرد على العدوان الأمريكي البريطاني" على اليمن. |
| 30  | 22 يناير 2024       | أوشن جاز | الولايات المتحدة                                  | الولايات المتحدة                 | صواريخ بحرية                                | خليج عدن                    | - أعلنت القوات المسلحة اليمنية الموالية لحركة أنصار الله استهداف سفينة الشحن العسكرية الأمريكية أوشن غاز في خليج عدن بصواريخ بحرية، وأكدت على أن أي اعتداء أمريكي «جديد لن يبقى دون رد وعقاب» وان «الرد على الاعتداءات الأميركية والبريطانية قادم لا محالة» وإشارات إلى استمرارها في منع السفن الإسرائيلية والمتجهة إلى إسرائيل وإلى استمرارها في اتخاذ إجراءاتها الدفاعية والهجومية للدفاع عن اليمن ومساندة فلسطين. - نفت القيادة المركزية للقوات البحرية الأميركية استهداف القوات اليمنية المسلحة اليمنية الموالية لحركة أنصار الله لسفينة أوشن جاز وأكدت أنها استمرت بتواصل معها خلال عبورها الأمن. |
| 31  | 24 يناير 2024       | سفينة حربية أمريكية | بحرية الولايات المتحدة                            | الولايات المتحدة                 | صواريخ باليستية                             | مضيق باب المندب خليج عدن    | أعلنت القوات المسلحة اليمنية الموالية لحركة أنصار الله اشتباكها لمدة ساعتين مع السفن الحربية الأمريكية في مضيق باب المندب وخليج عدن كانت تقدم الحماية لسفينتي امريكيتيين تجاريتين، وأكدت إصابة سفينة حربية أمريكية خلال الاشتباك ووصول الصواريخ الباليستية إلى أهدافها رغم محاولات القوات الأمريكية اعتراضها، وجبار السفينتين الامريكتيين التجاريتين على التراجع. |
| 32  | 24 يناير 2024       | ميرسك ديترويت | الولايات المتحدة                                  | الولايات المتحدة                 | صواريخ باليستية مضادة للسفن                 | خليج عدن                    | أعلنت القيادة المركزية الأمريكية إطلاق حركة أنصار الله ثلاثة صواريخ باليستية مضادة للسفن بتجاه سفينة ميرسك ديترويت، وإشارات إلى عدم تلقي بلاغ بتعرض السفينة لأضرار |
| 33  | 26 يناير 2024       | يو إس إس كارني | بحرية الولايات المتحدة                            | الولايات المتحدة                 | صواريخ باليستية مضادة للسفن                 | خليج عدن                    | أعلنت القيادة المركزية الأمريكية إسقاط المدمرة الأمريكية يو إس إس كارني في خليج عدن لصاروخ باليستي مضاد للسفن أطلق من مناطق سيطرة حركة أنصار الله الحوثيين في اليمن بتجاهها. |
| 34  | 26 يناير 2024       | مارلين لواندا | جزر مارشال                                        | المملكة المتحدة                  | صواريخ                                      | خليج عدن                    | أعلنت القوات المسلحة اليمنية الموالية لحركة أنصار الله استهداف ناقلة النفط البريطانية مارلين لواندا في خليج عدن بعدد من الصواريخ واكدت إصابة السفينة بشكل مباشر واحتراق السفينة. |
| 35  | 29 يناير 2024       | لويس بي بولير | الولايات المتحدة                                  | الولايات المتحدة                 | صاروخ بحري                                  | خليج عدن                    | أعلنت القوات المسلحة اليمنية الموالية لحركة أنصار الله استهداف سفينة لويس بي بولير الأمريكية التابعة للقوات البحرية الأمريكية بصاروخ بحري خلال إبحارها في خليج عدن. |
| 36  | 31 يناير 2024       | يو إس إس غريفلي | بحرية الولايات المتحدة                            | الولايات المتحدة                 | صواريخ بحرية                                | البحر الأحمر                | أعلنت القوات المسلحة اليمنية الموالية لحركة أنصار الله استهداف المدمرة الأمريكية يو إس إس غريفلي في مياه البحر الأحمر بصواريخ بحرية. |
| 37  | 31 يناير 2024       | كول | ليبيريا                                           | الولايات المتحدة                 | صواريخ بحرية                                | خليج عدن                    | أعلنت القوات المسلحة اليمنية الموالية لحركة أنصار الله استهداف السفينة التجارية الأمريكية كول بعدة صواريخ بحرية وأكدت أن الصواريخ أصابت السفينة بشكل مباشر وأضافت أن السفينة كانت متوجهة إلى "مواني فلسطين المحتلة"، . |
| 38  | 1 فبراير 2024       | سفينة تجارية لم يذكر اسمها | المملكة المتحدة                                   | المملكة المتحدة                  | صواريخ بحرية                                | البحر الأحمر                | أعلنت القوات المسلحة اليمنية الموالية لحركة أنصار الله استهداف سفينة تجارية بريطانية في البحر الأحمر كانت متوجهة إلى "مواني فلسطين المحتلة" بصواريخ بحرية. |
| 39  | 6 فبراير 2024       | ستار ناسيا | الولايات المتحدة جزر مارشال                       | الولايات المتحدة اليونان         | صواريخ بحرية                                | خليج عدن                    | - أعلنت القوات المسلحة اليمنية الموالية لحركة أنصار الله استهداف السفينة الأمريكية ستار ناسيا بصواريخ بحرية وأكدت إصابة الصواريخ السفينة بشكل مباشر ودقيق. - أعلنت شركة أمبري البريطانية للأمن البحري استهداف سفينة ترفع علم جزر مارشال على بعد 53 ميلا بحريا جنوب غرب مدينة عدن، وإشارات إلى أن السفينة كانت متوجهة من الهند إلى الولايات المتحدة. |
| 40  | 6 فبراير 2024       | مورنينغ تايد | بربادوس                                           | المملكة المتحدة                  | صواريخ بحرية                                | البحر الأحمر                | - أعلنت القوات المسلحة اليمنية الموالية لحركة أنصار الله استهداف السفينة البريطانية مورنينغ تايد بصواريخ بحرية وأكدت إصابة الصواريخ السفينة بشكل مباشر ودقيق - أعلنت شركة أمبري البريطانية للأمن البحري تعرضا سفينة بريطانية ترفع علم بربادوس لأضرار بسبب استهدفها بطائرة مسيرة قبالة سواحل اليمن في البحر الأحمر. |
| 41  | 12 فبراير 2024      | ستار أيرس | الولايات المتحدة                                  | الولايات المتحدة                 | صواريخ بحرية                                | البحر الأحمر                | أعلنت القوات المسلحة اليمنية استهداف سفينة ستار أيرس الأمريكية خلال إبحارها في البحر الأحمر بعدد من الصواريخ البحرية وأشارت إلى أن الصواريخ أصابت السفينة إصابة مباشرة ودقيقة. |
| 42  | 15 فبراير 2024      | ليكافيتوس | المملكة المتحدة                                   | المملكة المتحدة                  | صواريخ بحرية                                | خليج عدن                    | أعلنت القوات المسلحة اليمنية الموالية لحركة أنصار الله استهداف سفينة ليكافيتوس البريطانية خلال إبحارها في خليج عدن باستخدام صواريخ بحرية. |
| 43  | 17 فبراير 2024      | إم تي بولوكس | المملكة المتحدة بنما                              | الدنمارك                         | صواريخ بحرية                                | البحر الأحمر                | أعلنت القوات المسلحة اليمنية استهداف سفينة بولوكس في البحر الأحمر وقالت إن السفينة بريطانية وأشارت إلى أن السفينة اُسْتُهْدِفت باستخدام عدد كبير من الصواريخ البحرية وان الصواريخ إصابة السفينة بشكل مباشر ودقيق. قالت القيادة المركزية الأمريكية إن القوات المسلحة اليمنية الموالية لحركة أنصار الله أطلقوا 4 صواريخ باليستية مضادة للسفن من مناطق سيطرتهم في اليمن، وأكدت أن ثلاثة صواريخ أطلقت بتجاه سفينة إم تي بولوكس في البحر الأحمر. |
| 44  | 19 فبراير 2024      | روبيمار | بليز                                              | المملكة المتحدة                  | صواريخ بحرية                                | خليج عدن                    | - أعلنت القوات المسلحة اليمنية الموالية لحركة أنصار الله استهداف سفينة روبيمار البريطانية خلال إبحارها في خليج عدن باستخدام عدد من الصواريخ البحرية وأكدت أن الصواريخ أصابت السفينة بشكل مباشر ودقيق وحدثت أضرار كبيرة في السفينة وأشارت إلى أنها راعت خروج طاقم السفينة بأمان. - أعلنت القوات المسلحة اليمنية الموالية لحركة أنصار الله غرق سفينة روبيمار البريطانية بالكامل بعد أن استهدفتها بصواريخ بحرية. |
| 45  | 19 فبراير 2024      | سي تشامبيون | اليونان                                           | الولايات المتحدة                 | صواريخ بحرية                                | خليج عدن                    | أعلنت القوات المسلحة اليمنية الموالية لحركة أنصار الله استهداف سفينة سي تشامبيون في خليج عدن بصواريخ بحرية وأشارت إلى أن السفينة أمريكية. |
| 46  | 19 فبراير 2024      | نافيس فورتونا | الولايات المتحدة                                  | الولايات المتحدة                 | صواريخ بحرية                                | خليج عدن                    | أعلنت القوات المسلحة اليمنية الموالية لحركة أنصار الله استهداف سفينة نافيس فورتونا في خليج عدن بصواريخ بحرية وأشارت إلى أن السفينة أمريكية. |
| 47  | 20 فبراير 2024      | إم إس سي سلفر | ليبيريا                                           | إسرائيل                          | صواريخ بحرية                                | خليج عدن                    | أعلنت القوات المسلحة اليمنية الموالية لحركة أنصار الله استهداف سفينة إم إس سي سلفر الإسرائيلية بخليج عدن بعدد من الصواريخ البحرية. |
| 48  | 22 فبراير 2024      | آيلاندر | بالاو                                             | المملكة المتحدة                  | صواريخ بحرية                                | خليج عدن                    | أعلنت القوات المسلحة اليمنية الموالية لحركة أنصار الله استهداف سفينة آيلاندر البريطانية بالصواريخ البحرية خلال إبحارها في خليج عدن وأكدت أصابت السفينة بشكل مباشر واندلاع حريق فيها. |
| 49  | 22 فبراير 2024      | مدمرة أمريكية لم يُحَدَّد اسمها | بحرية الولايات المتحدة                            | الولايات المتحدة                 | طائرات مسيرة                                | البحر الأحمر                | أعلنت القوات المسلحة اليمنية الموالية لحركة أنصار الله استهداف مدمرة أمريكية بطائرات المسيرة في البحر الأحمر. |
| 50  | 25 فبراير 2024      | توم ثور | الولايات المتحدة                                  | الولايات المتحدة                 | صواريخ بحرية                                | خليج عدن                    | أعلنت القوات المسلحة اليمنية الموالية لحركة أنصار الله استهداف ناقلة توم ثور الأمريكية في خليج عدن "بعدد من الصواريخ" وأكدت أن العملية تأتي في إطار الاستجابة لنداءات الشعب اليمني لنصرة الشعب الفلسطيني وفي إطار "الرد على العدوان الأمريكي البريطاني على اليمن". |
| 51  | 4 مارس 2024         | إم إس سي سكاي | ليبيريا                                           | إسرائيل                          | صواريخ بحرية                                | بحر العرب                   | - أعلنت القوات المسلحة اليمنية استهداف السفينة الإسرائيلية إم إس سي سكاي في بحر العرب بعدد من الصواريخ البحرية وكدت أن الإصابة كانت مباشرة ودقيقة وأشارت إلى العملية تأتي في إطار الانتصار "لمظلومية الشعب الفلسطيني وضمن الرد على العدوان الأمريكي البريطاني" على اليمن. - أعلنت شركة الأمن البحر البريطانية اندلاع حريق على متن سفينة حاويات إسرائيلية ترفع علم ليبريا على بعد 88 ميلا بحريا من مدينة عن عقب استهدافها من القوات المسلحة اليمنية الموالية لحركة أنصار الله. |
| 52  | 4 مارس 2024         | سفن أمريكية حربية | بحرية الولايات المتحدة                            | الولايات المتحدة                 | صواريخ بحرية طائرات مسيرة                   | البحر الأحمر                | أعلنت القوات المسلحة اليمنية استهداف عدد لم تحدده من السفن الحربية الأمريكية في البحر الأحمر باستخدام الصواريخ الباليستية والطائرات المسيرة. |
| 53  | 5 مارس 2024         | مدمرتين أمريكيتين | بحرية الولايات المتحدة                            | الولايات المتحدة                 | صواريخ بحرية طائرات مسيرة                   | البحر الأحمر                | أعلنت القوات المسلحة اليمنية استهداف مدمرتين حربيتين أمريكيتين في البحر الأحمر بعدد من الصواريخ البحرية وطائرات المسيرة. |
| 54  | 5 مارس 2024         | مدمرتين أمريكيتين | بحرية الولايات المتحدة                            | الولايات المتحدة                 | صواريخ بحرية طائرات مسيرة                   | البحر الأحمر                | أعلنت القوات المسلحة اليمنية استهداف مدمرتين حربيتين أمريكيتين في البحر الأحمر بعدد من الصواريخ البحرية وطائرات المسيرة. |
| 55  | 6 مارس 2024         | ترو كنفيدنس | باربادوس الولايات المتحدة ليبيريا                 | الولايات المتحدة                 | صواريخ بحرية                                | خليج عدن                    | - أعلنت القوات المسلحة اليمنية الموالية لحركة أنصار الله استهداف سفينة ترو كنفيدنس الأمريكية في خليج عدن بعدد لم تحدده من الصواريخ البحرية، وأكد إصابة السفينة بشكل دقيق ومباشر وأنه تسبب في اندلاع حريق في السفينة، وأشار إلى أن استهداف السفينة جاء بعد رفض السفينة لنداءات التحذير، وطالب طواقم السفن المستهدفة بمغادرتها بسرعة بعد "الإصابة الأولى". - قالت القيادة المركزية الأمريكية إن القوات المسلحة اليمنية الموالية لحركة أنصار الله استهدفت سفينة ترو كونفيدنس بصاروخ مضاد للسفن أطلق من مناطق سيطرة حركة أنصار الله، وأكدت أن طاقم السفينة أبلغ عن مقتل 3 أشخاص وإصابة 4 أشخاص وتعرض السفينة لأضرار كبيرة إثر الهجوم. - أجلت البحرية الهندية طاقم السفينة وقوامه 20 فرداً بعد أن أدى الهجوم الحوثي إلى مقتل ثلاثة بحارة |
| 56  | 9 مارس 2024         | بروبيل فورتون | سنغافورة                                          | الولايات المتحدة                 | صواريخ بحرية                                | خليج عدن                    | - أعلنت القوات المسلحة اليمنية الموالية لحركة أنصار الله استهداف السفينة الأمريكية بوربل فورتن في خليج عدن بعدد من الصواريخ البحرية. - قالت القيادة المركزية الأمريكية ان القوات المسلحة اليمنية استهدفت سفينة بروبيل فورتون خلال ابحارها في خليج عدن بصاروخيين مضادين للسفن واشارت الى ان السفينة ترفع علم سنغافورة. |
| 57  | 9 مارس 2024         | عدد لم تحدده من المدمرات الحربية الأمريكية | بحرية الولايات المتحدة                            | الولايات المتحدة                 | طائرات مسيرة                                | خليج عدن البحر الأحمر       | أعلنت القوات المسلحة اليمنية الموالية لحركة أنصار الله استهداف عدد لم تحدده من المدمرات الحربية الأمريكية في خليج عدن والبحر الأحمر باستخدام 37 طائرة مسيرة. |
| 58  | 9 مارس 2024         | الفرقاطة إيفر هويتفيلد | البحرية الملكية الدنماركية                        | الدنمارك                         | طائرات مسيرة                                | البحر الأحمر                | الدنمارك تسحب فرقاطة تابعة لها مشاركة في تحالف حارس الازدهار من البحر الأحمر بعد تعرض أنظمة الأسلحة فيها لخلل إثر إصابة المدمرة في هجوم لطائرات مسيرة أطلقتها القوات المسلحة اليمنية الموالية لحركة أنصار الله في 9 مارس 2024. |
| 59  | 12 مارس 2024        | بينوكيو | الولايات المتحدة                                  | الولايات المتحدة                 | صواريخ بحرية                                | البحر الأحمر                | أعلنت القوات المسلحة اليمنية الموالية لحركة أنصار الله استهداف سفينة بينوكيو الأمريكية خلال إبحارها في البحر الأحمر بعدد لم تحدده من الصواريخ البحرية وأكدت إصابة السفينة بشكل مباشر ودقيق وأشارت إلى أنها ستصعد عمليتها العسكرية خلال شهر رمضان لدعم ونصرة وإسناد الشعب الفلسطيني. |
| 60  | 13 مارس 2024        | يو إس إس لابون | بحرية الولايات المتحدة                            | الولايات المتحدة                 | صاروخ باليستي                               | البحر الأحمر                | قالت القيادة المركزية الأمريكية ان القوات المسلحة اليمنية الموالية لحركة أنصار الله هاجمت المدمرة لابون بصاروخ باليستي أطلق من اليمن بتجاه المدمرة في البحر الأحمر، واشارات الى عدم تضرر المدمرة لابون من الهجوم. |
| 61  | 15 مارس 2024        | باسيفيك 01 | إسرائيل                                           | إسرائيل                          | صواريخ بحرية                                | البحر الأحمر                | أعلنت القوات المسلحة اليمنية الموالية لحركة أنصار الله استهداف سفينة باسيفيك 01 الإسرائيلية في البحر الأحمر وأشارت إلى أن قواتها البحرية استهدفت السفينة بعدد لم تحدده من الصواريخ البحرية. |
| 62  | 15 مارس 2024        | مدمرة أمريكية لم تذكر اسمها | بحرية الولايات المتحدة                            | الولايات المتحدة                 | طائرات مسيرة                                | البحر الأحمر                | أعلنت القوات المسلحة اليمنية الموالية لحركة أنصار الله استهداف مدمرة أمريكية لم تذكر اسمها في البحر الأحمر، وأشارت إلى أن سلاح الجو المسير التابع لها استهدف المدمرة بعدد من الطائرات المسيرة وأكدت أن عملية الاستهداف نجحت في تحقيق أهدافها. |
| 63  | 15 مارس 2024        | 3 سفن إسرائيلية وأمريكية لم تحدد أسماها | إسرائيل الولايات المتحدة                          | إسرائيل الولايات المتحدة         | صواريخ بحرية طائرات مسيرة                   | المحيط الهندي               | أعلنت القوات المسلحة اليمنية الموالية لحركة أنصار الله استهداف 3 سفن إسرائيلية وأمريكية لم تذكر أسماها في المحيط الهندي باستخدام عدد لم تحدده من الصواريخ البحرية والطائرات المسيرة وأكدت أن عمليات الاستهداف حققت أهدافها. |
| 64  | 15 مارس 2024        | 3 سفن إسرائيلية وأمريكية لم تحدد أسماها | إسرائيل الولايات المتحدة                          | إسرائيل الولايات المتحدة         | صواريخ بحرية طائرات مسيرة                   | المحيط الهندي               | أعلنت القوات المسلحة اليمنية الموالية لحركة أنصار الله استهداف 3 سفن إسرائيلية وأمريكية لم تذكر أسماها في المحيط الهندي باستخدام عدد لم تحدده من الصواريخ البحرية والطائرات المسيرة وأكدت أن عمليات الاستهداف حققت أهدافها. |
| 65  | 15 مارس 2024        | 3 سفن إسرائيلية وأمريكية لم تحدد أسماها | إسرائيل الولايات المتحدة                          | إسرائيل الولايات المتحدة         | صواريخ بحرية طائرات مسيرة                   | المحيط الهندي               | أعلنت القوات المسلحة اليمنية الموالية لحركة أنصار الله استهداف 3 سفن إسرائيلية وأمريكية لم تذكر أسماها في المحيط الهندي باستخدام عدد لم تحدده من الصواريخ البحرية والطائرات المسيرة وأكدت أن عمليات الاستهداف حققت أهدافها. |
| 66  | 17 مارس 2024        | ناقلة غاز مسال لم يذكر اسمها | جزر مارشال                                        |                                  | صاروخ                                       | خليج عدن                    | قالت هيئة عمليات التجارة البحرية البريطانية أنها تلقت بلاغا بوقوع انفجار قرب سفينة كانت تبحر على بعد 85 ميلا بحريا شرق مدينة عدن اليمنية، وأشارت إلى أن السفينة كانت ناقلة غاز مسال ترفع علم جزر مارشال. |
| 67  | 19 مارس 2024        | مادو | جزر مارشال                                        | الولايات المتحدة                 | صواريخ بحرية                                | البحر الأحمر                | أعلنت القوات المسلحة اليمنية الموالية لحركة أنصار الله استهداف سفينة أمريكية تحمل اسم مادو في البحر الأحمر باستخدام عدد لم تحدده من الصواريخ البحرية. |
| 68  | 23 مارس 2024        | يونيون ماريتايم إل تي دي وان | بنما                                              | المملكة المتحدة                  |                                             | البحر الأحمر                | - أعلنت هيئة عمليات التجارة البحرية البريطانية تعرض سفينة للهجوم خلال إبحارها جنوب البحر الأحمر على بعد 23 ميلا بحريا من مدينة المخا اليمنية، وأشارت إلى أن الهجوم تسبب في اندلاع حريق على متن السفينة. - قالت شركة الأمن البحري البريطانية أمبري إن ناقلة نفط ترفع علم بنما تعرضت للهجوم في البحر الأحمر، وأشارت إلى أن السفينة سجلت في 2019 باسم "يونيون ماريتايم إل تي دي وان" تابعة لشركة بريطانية، وأكدت أن السفينة غيرت بيانات تسجيلها في شهر فبراير 2024. |
| 69  | 24 مارس 2024        | إم/ في هوانغ يو | بنما                                              | الصين                            | صواريخ باليستية مضادة للسفن                 | البحر الأحمر                | قالت القيادة المركزية الأمريكية إن 4 صواريخ باليستية مضادة للسفن أطلقت من مناطق سيطرة حركة أنصار الله في اليمن انفجرت قرب ناقلة نفط صينية في البحر الأحمرتحمل اسما "إم/ في هوانغ يو" وترفع علم بنما وأكدت أن صاروخا خامسا أطلقته القوات المسلحة اليمنية الموالية لحركة أنصار الله أصاب السفينة وتسبب لها بأضرار. |
| 70  | 26 مارس 2024        | ميرسك ساراتوجا | الولايات المتحدة                                  | الولايات المتحدة                 | صواريخ باليستية مضادة للسفن                 | خليج عدن                    | أعلنت القوات المسلحة اليمنية الموالية لحركة أنصار الله استهداف سفينة ميرسك ساراتوجا الأمريكية في خليج عدن، وسفينة ايه بي ال ديترويت الأمريكية في البحر الأحمر، وسفينة هوانج بو البريطانية في البحر الأحمر، وسفينة بارتي ليدي المتوجهة إلى إسرائيل. |
| 71  | 26 مارس 2024        | ايه بي ال ديترويت | الولايات المتحدة                                  | الولايات المتحدة                 | صواريخ باليستية مضادة للسفن                 | البحر الأحمر                | أعلنت القوات المسلحة اليمنية الموالية لحركة أنصار الله استهداف سفينة ميرسك ساراتوجا الأمريكية في خليج عدن، وسفينة ايه بي ال ديترويت الأمريكية في البحر الأحمر، وسفينة هوانج بو البريطانية في البحر الأحمر، وسفينة بارتي ليدي المتوجهة إلى إسرائيل. |
| 72  | 26 مارس 2024        | هوانج بو | المملكة المتحدة                                   | المملكة المتحدة                  | صواريخ باليستية مضادة للسفن                 | البحر الأحمر                | أعلنت القوات المسلحة اليمنية الموالية لحركة أنصار الله استهداف سفينة ميرسك ساراتوجا الأمريكية في خليج عدن، وسفينة ايه بي ال ديترويت الأمريكية في البحر الأحمر، وسفينة هوانج بو البريطانية في البحر الأحمر، وسفينة بارتي ليدي المتوجهة إلى إسرائيل. |
| 73  | 26 مارس 2024        | بارتي ليدي | مالطا                                             | مالطا                            | صواريخ باليستية مضادة للسفن                 |                             | أعلنت القوات المسلحة اليمنية الموالية لحركة أنصار الله استهداف سفينة ميرسك ساراتوجا الأمريكية في خليج عدن، وسفينة ايه بي ال ديترويت الأمريكية في البحر الأحمر، وسفينة هوانج بو البريطانية في البحر الأحمر، وسفينة بارتي ليدي المتوجهة إلى إسرائيل. |
| 74  | 26 مارس 2024        | مدمرتين أمريكيتين | بحرية الولايات المتحدة                            | الولايات المتحدة                 | طائرات مسيرة                                | البحر الأحمر                | أعلنت القوات المسلحة اليمنية الموالية لحركة أنصار الله استهداف مدمرتين أمريكيتين في البحر الأحمر باستخدام الطائرات المسيرة. |
| 75  | 26 مارس 2024        | مدمرتين أمريكيتين | بحرية الولايات المتحدة                            | الولايات المتحدة                 | طائرات مسيرة                                | البحر الأحمر                | أعلنت القوات المسلحة اليمنية الموالية لحركة أنصار الله استهداف مدمرتين أمريكيتين في البحر الأحمر باستخدام الطائرات المسيرة. |
| 76  | 7 أبريل 2024        | هوب آيلند | جزر مارشال                                        | المملكة المتحدة                  | صواريخ بحرية                                | البحر الأحمر                | أعلنت القوات المسلحة اليمنية الموالية لحركة أنصار الله استهداف سفينة هوب آيلند البريطانية خلال إبحارها في البحر الأحمر بعدد لم تحدده من الصواريخ البحرية وأكدت أن الصواريخ أصابت السفينة بشكل مباشر. |
| 77  | 7 أبريل 2024        | إم إس سي جريس إف | بنما                                              | إسرائيل                          | صواريخ بحرية                                | المحيط الهندي               | أعلنت القوات المسلحة اليمنية الموالية لحركة أنصار الله استهداف سفينة إم إس سي جريس إف الإسرائيلية خلال إبحارها في المحيط الهندي بتجاه إسرائيل باستخدام عدد من الصواريخ الباليستية والمجنحة. |
| 78  | 7 أبريل 2024        | أم إس سي جينا | بنما                                              | إسرائيل                          | صواريخ بحرية                                | بحر العرب                   | أعلنت القوات المسلحة اليمنية الموالية لحركة أنصار الله استهداف سفينة أم إس سي جينا الإسرائيلية خلال إبحارها في بحر العرب باتجاه إسرائيل باستخدام عدد من الصواريخ الباليستية والمجنحة. |
| 79  | 7 أبريل 2024        | عدد غير محدد من المدمرات | بحرية الولايات المتحدة                            | الولايات المتحدة                 | طائرات مسيرة                                | البحر الأحمر                | أعلنت القوات المسلحة اليمنية الموالية لحركة أنصار الله تنفيذ عمليتين في البحر الأحمر استهدفت فيها عددا لم تحدده من الفرقاطات الأمريكية، وأكدت أن نجاح العمليتين. |
| 80  | 7 أبريل 2024        | عدد غير محدد من المدمرات | بحرية الولايات المتحدة                            | الولايات المتحدة                 | طائرات مسيرة                                | البحر الأحمر                | أعلنت القوات المسلحة اليمنية الموالية لحركة أنصار الله تنفيذ عمليتين في البحر الأحمر استهدفت فيها عددا لم تحدده من الفرقاطات الأمريكية، وأكدت أن نجاح العمليتين. |
| 81  | 10 أبريل 2024       | ميرسك يورك تاون | الولايات المتحدة                                  | الولايات المتحدة                 | طائرات مسيرة صواريخ مضادة للسفن             | خليج عدن                    | - أعلنت القوات المسلحة اليمنية الموالية لحركة أنصار الله استهداف قواتها البحرية لسفينة ميرسك يورك تاون الأمريكية في خليج عدن. - قالت القيادة المركزية الأمريكية إن المدمرة مايسون اعترضت ودمرت صاروخا باليستيا مضادا للسفن في خليج عدن وأشارت إلى أن الصاروخ كان يستهدف سفينة يورك تاون، وأشارت إلى أن المدمرة مايسون والمدمرة لابون كانتا ترافقان السفينة. |
| 82  | 10 أبريل 2024       | إم إس سي داروين | إسرائيل                                           | إسرائيل                          | طائرات مسيرة صواريخ مضادة للسفن             | خليج عدن                    | أعلنت القوات المسلحة اليمنية الموالية لحركة أنصار الله استهداف قواتها لبحرية لسفينة إم إس سي داروين الإسرائيلية في خليج عدن وأشارت إلى استخدام الصواريخ البحرية والطائرات المسيرة في الهجوم على السفينة. |
| 83  | 10 أبريل 2024       | سفينة حربية أمريكية لم يحدد اسمها | بحرية الولايات المتحدة                            | الولايات المتحدة                 | طائرات مسيرة                                | خليج عدن                    | أعلنت القوات المسلحة اليمنية الموالية لحركة أنصار الله استهداف قواتها لسفينة حربية أمريكية في خليج عدن باستخدام عدد لم تحدده من الطائرات المسيرة. |
| 84  | 10 أبريل 2024       | أم إس سي جينا | بنما                                              | إسرائيل                          | طائرات مسيرة صواريخ مضادة للسفن             | خليج عدن                    | أعلنت القوات المسلحة اليمنية الموالية لحركة أنصار الله تنفيذ قواتها البحرية لهجوم ثان على سفينة أم إس سي جينا في خليج عدن التي هاجمتها يوم 7 أبريل في بحر العرب. |
| 85  | 24 أبريل 2024       | ميرسك يوركتاون | الولايات المتحدة                                  | الولايات المتحدة                 | صواريخ مضادة للسفن                          | خليج عدن                    | أعلنت القوات المسلحة اليمنية الموالية لحركة أنصار الله استهداف سفينة ميرسك يوركتاون الأمريكية في خليج عدن بعدد لم تحدده من الصواريخ وأكدت نجاح العملية. |
| 86  | 24 أبريل 2024       | إم إس سي فيراكروز | البرتغال                                          | إسرائيل                          | طائرات مسيرة                                | المحيط الهندي               | أعلنت القوات المسلحة اليمنية الموالية لحركة أنصار الله استهداف سلاح الجو المسير بعدد لم تحدده من الطائرت المسيرة لسفينة إم إس سي فيراكروز الإسرائيلية في المحيط الهندي، واكدت نجاح الاستهداف. |
| 87  | 24 أبريل 2024       | مدمرة أمريكية لم يحدد اسمها | بحرية الولايات المتحدة                            | الولايات المتحدة                 | طائرات مسيرة                                | خليج عدن                    | أعلنت القوات المسلحة اليمنية الموالية لحركة أنصار الله استهداف سلاح الجو المسير بعدد لم تحدده من الطائرة المسيرة لمدمرة أمريكية لم تذكر اسمها في خليج عدن وأكدت نجاح الاستهداف. |
| 88  | 25 أبريل 2024       | إم إس سي داروين | ليبيريا                                           | إسرائيل                          | صواريخ مضادة للسفن                          | خليج عدن                    | أعلنت القوات المسلحة اليمنية الموالية لحركة أنصار الله استهداف سفينة إم إس سي داروين الإسرائيلية في خليج عدن بعدد لم تحدده من الصواريخ وأكدت نجاح العملية. |
| 89  | 26 أبريل 2024       | ستار أندروميدا | بنما                                              | المملكة المتحدة                  | صواريخ مضادة للسفن                          | البحر الأحمر                | - أعلنت القوات المسلحة اليمنية الموالية لحركة أنصار الله استهداف سفينة ستار أندروميدا البريطانية في البحر الأحمر بعدد لم تحدده من الصواريخ البحرية، وأكدت إصابة الصواريخ للسفينة بشكل مباشر. - أعلنت هيئة التجارة البحرية البريطانية تعرض سفينة خلال إبحارها جنوب البحر الأحمر على بعد 14 ميلا بحريا من جنوب غرب مدينة المخا لهجوم صاروخي تسبب بأضرار فيها، وأشارت إلى أن السفينة هوجمت بصاروخيين أحدهما انفجر قرب السفينة بينما الصاروخ الثاني أصاب السفينة مباشرة. - أعلنت القيادة المركزية الأمريكية إطلاق القوات المسلحة اليمنية الموالية لحركة أنصار الله من مناطق سيطرتها ثلاثة صواريخ مضادة للسفن نحو البحر الأحمر، وأشارت إلى ان سفينة أم ڤي أندروميدا التي ترفع بنما وتملكها المملكة المتحدة وتديرها شركة في سيشيل تعرضت لأضرار طفيفة. |
| 90  | 26 أبريل 2024       | أم في مايشا | أنتيغوا وباربودا                                  | أدارة ليبيريا                    | صواريخ مضادة للسفن                          | البحر الأحمر                | أعلنت القيادة المركزية الأمريكية إطلاق القوات المسلحة اليمنية الموالية لحركة أنصار الله من مناطق سيطرتها ثلاثة صواريخ مضادة للسفن نحو البحر الأحمر، وأشارت إلى أن الصواريخ استهدفت سفينة أم في مايشا التي ترفع علم أنتيغوا وباربودا وتديرها شركة من ليبيريا. |
| 91  | 29 أبريل 2024       | سيكلاديز | مالطا                                             | اليونان                          | طائرات مسيرة صواريخ مضادة للسفن             | البحر الأحمر                | - أعلنت شركة الأمن البحري البريطانية أمبري تعرض سفينة حاويات ترفع علم مالطا لهجوم بثلاثة صواريخ قبالة سواحل الغربية لليمن. - أعلنت هيئة عمليات التجارة البحرية البريطانية عن وقوع حادث بحري في جنوب البحر الأحمر، وأكدت تلقيها بلاغ يفيد بحدوث انفجار بالقرب من سفينة كانت تبحر على بعد 54 ميلا بحريا من شمال غرب مدينة المخا اليمنية، وأشارت إلى أن التعاملات التجارية بين مشغل السفينة وإسرائيل قد تكون سبب استهداف السفينة. - أعلنت القوات المسلحة اليمنية الموالية لحركة أنصار الله تنفيذ قواتها الصاروخية وسلاح الجو المسير عملية عسكرية استهدفت فيها السفينة سيكلاديز في البحر الأحمر، وأشارت إلى أنها استهدفت السفينة بسبب انتهاكها لقرار حظر مرور السفن المتوجهة إلى إسرائيل حيث إن السفينة توجهت يوم 21 أبريل إلى ميناء إيلات بعد أن قامت بخداع وتضليل القوات البحرية اليمنية الموالية لحركة أنصار الله بادعاء توجه السفينة إلى ميناء لايقع في إسرائيل، وتجاهل تحذيرات القوات البحرية من دخول ميناء إيلات بعد مراقبة ورصد السفينة، وأكدت على نجاح العملية وإصابة السفينة بدقة. - قالت القيادة المركزية الأمريكية ان القوات المسلحة اليمنية الموالية لحركة أنصار الله هاجمت سفينة سيكلاديز بثلاثة صواريخ باليستية مضادة للسفن وثلاث طائرات مسيرة خلال ابحارها في البحر الأحمر، واشارت الى ان السفينة مملوكة لشركة في اليونان وترفع علم مالطا. |
| 92  | 29 أبريل 2024       | إم إس سي أوريون | البرتغال                                          | إسرائيل                          | طائرات مسيرة                                | المحيط الهندي               | - أعلنت القوات المسلحة اليمنية الموالية لحركة أنصار الله استهداف سلاح الجو المسير التابع لها، سفينة إم إس سي أوريون الإسرائيلية خلال إبحارها في المحيط الهندي. - سفينة مرتبطة بشركة زودياك المملوكة لرجل الأعمال الإسرائيلي إيال عوفر. |
| 93  | 29 أبريل 2024       | مدمرة أمريكية لم يحدد اسمها | بحرية الولايات المتحدة                            | الولايات المتحدة                 | طائرات مسيرة                                | البحر الأحمر                | أعلنت القوات المسلحة اليمنية الموالية لحركة أنصار الله استهداف مدمرتين حربيتين أمريكيتين لم تذكر اسمهما في البحر الأحمر بعدد لم تحدده من الطائرات المسيرة، وأكدت نجاح العملية. |
| 94  | 29 أبريل 2024       | مدمرة أمريكية لم يحدد اسمها | بحرية الولايات المتحدة                            | الولايات المتحدة                 | طائرات مسيرة                                | البحر الأحمر                | أعلنت القوات المسلحة اليمنية الموالية لحركة أنصار الله استهداف مدمرتين حربيتين أمريكيتين لم تذكر اسمهما في البحر الأحمر بعدد لم تحدده من الطائرات المسيرة، وأكدت نجاح العملية. |
| 95  | 9 مايو 2024         | إم إس سي ديجو | بنما                                              | إسرائيل                          | طائرات مسيرة صواريخ باليستية                | خليج عدن                    | أعلنت القوات المسلحة اليمنية الموالية لحركة أنصار الله استهداف سفينة إم إس سي ديجو الإسرائيلية في خليج عدن بعدد لم تحدده من الصواريخ الباليستية والطائرات المسيرة، وأكدت دقة إصابة السفينة. |
| 96  | 9 مايو 2024         | إم إس سي جينا | بنما                                              | إسرائيل                          | طائرات مسيرة صواريخ باليستية                | خليج عدن                    | أعلنت القوات المسلحة اليمنية الموالية لحركة أنصار الله استهداف سفينة إم إس سي جينا الإسرائيلية في خليج عدن بعدد لم تحدده من الصواريخ الباليستية والطائرات المسيرة، وأكدت دقة إصابة السفينة. |
| 97  | 9 مايو 2024         | إم إس سي فيتوريا | بنما                                              | إسرائيل                          | صواريخ مضادة لسفن                           | - المحيط الهندي - بحر العرب | أعلنت القوات المسلحة اليمنية الموالية لحركة أنصار الله قيام قواتها الصاروخية باستهداف سفينة إم إس سي فيتوريا مرتين في المحيط الهندي وبحر العرب، وأشارت إلى أن صابت السفينة كانت مباشرة. |
| 98  | 15 مايو 2024        | المدمرة ميسون | بحرية الولايات المتحدة                            | الولايات المتحدة                 | صواريخ مضادة لسفن                           | البحر الأحمر                | أعلنت القوات المسلحة اليمنية الموالية لحركة أنصار الله استهداف مدمرة ميسون الأمريكية في البحر الأحمر بعدد لم تحدده من الصواريخ البحرية، وأكدت إصابة المدمرة بشكل دقيقة. |
| 99  | 15 مايو 2024        | داستني |                                                   |                                  | طائرات مسيرة صواريخ مضادة لسفن              | البحر الأحمر                | أعلنت القوات المسلحة اليمنية الموالية لحركة أنصار الله استهداف سفينة داستني في البحر الأحمر بعدد لم تحدده من الصواريخ البحرية والطائرات المسيرة، وأشارت إلى منع مرور السفينة في مناطق عمليتها بسبب محاولة السفينة التضليل عن وجهتها إلى ميناء إيلات الإسرائيلي في يوم 20 أبريل 2024 ودعاء توجهها إلى ميناء آخر وعدم استجابة السفينة للتحذيرات، وأكدت دقة إصابة السفينة. |
| 100 | 18 مايو 2024        | أم تي ويند | بنما                                              | اليونان                          | صاروخ باليستي مضاد للسفن                    | البحر الأحمر                | - أعلنت شركة الأمن البحري أمبري عن تعرض ناقلة نفط ترفع علم بنما لهجوم خلال إبحارها جنوب البحر الأحمر على بعد 10 أميال بحرية من جنوب غرب مدينة المخا اليمنية. - أعلنت القيادة المركزية الأمريكية قيام القوات المسلحة اليمنية الموالية لحركة أنصار الله بمهاجمة ناقلة النفط أم تي ويند خلال ابحارها في البحر الأحمر بصاروخ باليستي مضاد للسفن، وأكدت أن الصاروخ أصاب الناقلة وتسبب بحدوث فيضان فيها وفقدان الدفع والتوجيه في الناقلة قبل أن ينجح طاقمها في استعادتهما، وأشارت إلى أن الناقلة ترفع علم بنما ومملوكة لليونان. |
| 101 | 24 مايو 2024        | إم إس سي ألكسندرا | إسرائيل                                           | إسرائيل                          | صاروخ باليستي مضاد للسفن                    | بحر العرب                   | أعلنت القوات المسلحة اليمنية الموالية لحركة أنصار الله استهداف السفينة الإسرائيلية إم إس سي ألكسندرا في بحر العرب بعدد لم تحدده من الصواريخ الباليستية. |
| 102 | 24 مايو 2024        | يانيس | مالطا                                             | اليونان                          | طائرات مسيرة صواريخ مضادة لسفن              | البحر الأحمر                | أعلنت القوات المسلحة اليمنية الموالية لحركة أنصار الله استهداف قواتها البحرية والصاروخية وسلاح الجو المسير لسفينة يانيس اليونانية خلال إبحارها في البحر الأحمر، وأشارت إلى أنها استهدفت السفينة بسبب وصول 3 سفن تابعة لشركة شرق المتوسط اليونانية المالكة لسفينة إلى المواني الإسرائيلية في يومي 4 و5 مايو 2024 وان الاستهداف ينضوي ضمن المرحلة الرابعة من التصعيد. |
| 103 | 24 مايو 2024        | إسيكس | إسرائيل                                           | إسرائيل                          | صاروخ باليستي مضاد للسفن                    | البحر الأبيض المتوسط        | أعلنت القوات المسلحة اليمنية الموالية لحركة أنصار الله استهداف السفينة الإسرائيلية إسيكس بعدد لم تحدده من الصواريخ في البحر الأبيض المتوسط، وأشارت إلى أنها استهدفت السفينة بسبب قيامها "بانتهاك قرار حظر الدخول إلى مواني فلسطين المحتلة" |
| 104 | 27 مايو 2024        | لاريغو ديزرت | جزر مارشال                                        | الولايات المتحدة                 | - قوات بحرية - صواريخ باليستية مضادة للسفن  | المحيط الهندي               | أعلنت القوات المسلحة اليمنية الموالية لحركة أنصار الله استهداف قواتها البحرية والصاروخية لسفينة لأريغو ديسرت الأمريكية في المحيط الهندي. |
| 105 | 27 مايو 2024        | إم إس سي ميتشيلا | بنما                                              | إسرائيل                          | - قوات بحرية - صواريخ باليستية مضادة للسفن  | المحيط الهندي               | أعلنت القوات المسلحة اليمنية الموالية لحركة أنصار الله استهداف قواتها البحرية والصاروخية لسفينة إم إس سي ميتشيلا الإسرائيلية في المحيط الهندي. |
| 106 | 27 مايو 2024        | مينرفا ليزا | ليبيريا                                           |                                  | - قوات بحرية - صواريخ باليستية مضادة للسفن  | البحر الأحمر                | أعلنت القوات المسلحة اليمنية الموالية لحركة أنصار الله استهداف قواتها البحرية والصاروخية لسفينة مينرفا ليزا في البحر الأحمر بسبب انتهاكها قرار " حظرِ الدخولِ إلى موانئِ فلسطينَ المحتلة". |
| 107 | 27 مايو 2024        | مدمرة لم يحدد اسمها | بحرية الولايات المتحدة                            | الولايات المتحدة                 | سلاح الجو المسير                            | البحر الأحمر                | أعلنت القوات المسلحة اليمنية الموالية لحركة أنصار الله استهداف سلاح الجو المسير التابعة لها لمدمرتين أمريكيتين في البحر الأحمر، وأشارت إلى نجاح العملية. |
| 108 | 27 مايو 2024        | مدمرة لم يحدد اسمها | بحرية الولايات المتحدة                            | الولايات المتحدة                 | سلاح الجو المسير                            | البحر الأحمر                | أعلنت القوات المسلحة اليمنية الموالية لحركة أنصار الله استهداف سلاح الجو المسير التابعة لها لمدمرتين أمريكيتين في البحر الأحمر، وأشارت إلى نجاح العملية. |
| 109 | 28 مايو 2024        | لاكس | جزر مارشال                                        | اليونان                          | صواريخ مضادة لسفن                           | البحر الأحمر                | - أعلنت شركة الأمن البحري البريطانية أمبري عن تعرض سفينة تجارية لهجوم بثلاثة صواريخ خلال إبحارها في البحر الأحمر على بعد 54 ميلا بحريا جنوب غرب مدينة الحديدة، وأشارت إلى جنوح السفينة بعد تسرب المياه إلى عنبر الشحن إثر الهجوم عليها. - أعلنت القيادة المركزية الأمريكية أصابت سفينة تجارية مملوكة لليونان بثلاثة صواريخ باليستية مضادة للسفن أطلقت من اليمن بتجاه البحر الأحمر. - أعلنت القوات المسلحة اليمنية الموالية لحركة أنصار الله استهداف سفينة لاكس في البحر الأحمر بعدد لم تحدده من الصواريخ، وأشارت إلى تضرر السفينة بشكل كبير. - أعلنت شركة الأمن الخاصة بسفينة لاكس إصابة السفينة بخمسة صواريخ أطلقت من مناطق سيطرة حركة أنصار الله. |
| 110 | 29 مايو 2024        | سيلادي | مالطا                                             |                                  | طائرات مسيرة صواريخ مضادة لسفن              | البحر الأحمر                | أعلنت القوات المسلحة اليمنية الموالية لحركة أنصار الله استهداف سفينة مورا وسفينة سيلادي في البحر الأحمر بعدد لم تحدده من الصواريخ البحرية والباليستية والطائرات المسيرة، وأشارت إلى تحقيق إصابات مباشرة. |
| 111 | 29 مايو 2024        | مورا | مالطا                                             |                                  | طائرات مسيرة صواريخ مضادة لسفن              | البحر الأحمر                | أعلنت القوات المسلحة اليمنية الموالية لحركة أنصار الله استهداف سفينة مورا وسفينة سيلادي في البحر الأحمر بعدد لم تحدده من الصواريخ البحرية والباليستية والطائرات المسيرة، وأشارت إلى تحقيق إصابات مباشرة. |
| 112 | 29 مايو 2024        | ألبا | الولايات المتحدة                                  |                                  | طائرات مسيرة صواريخ مضادة لسفن              | بحر العرب                   | أعلنت القوات المسلحة اليمنية الموالية لحركة أنصار الله استهداف سفينتي ألبا وميرسك هارتفورد الأمريكيتين في بحر العرب بعدد لم تحدده من الصواريخ والطائرات المسيرة. |
| 113 | 29 مايو 2024        | ميرسك هارتفورد | الولايات المتحدة                                  |                                  | طائرات مسيرة صواريخ مضادة لسفن              | بحر العرب                   | أعلنت القوات المسلحة اليمنية الموالية لحركة أنصار الله استهداف سفينتي ألبا وميرسك هارتفورد الأمريكيتين في بحر العرب بعدد لم تحدده من الصواريخ والطائرات المسيرة. |
| 114 | 29 مايو 2024        | مينيرفا أنتونيا | اليونان                                           |                                  | صواريخ جوالة                                | البحر الأبيض المتوسط        | أعلنت القوات المسلحة اليمنية الموالية لحركة أنصار الله استهداف سفينة مينيرفا أنتونيا في البحر الأبيض المتوسط بعدد لم تحدده من الصواريخ الجوالة، وأشارت إلى أن أن استهداف السفينة كان بسبب "انتهاك قرار حظر الوصول إلى موانئ فلسطين المحتلة". |
| 115 | 31 مايو 2024        | حاملة الطارات يو إس إس دوايت أيزنهاور | بحرية الولايات المتحدة                            | الولايات المتحدة                 | صواريخ جوالة صواريخ باليستية                | البحر الأحمر                | أعلنت القوات المسلحة اليمنية الموالية لحركة أنصار الله استهداف قواتها البحرية والصاروخية لحاملة الطائرات الأمريكية أيزنهاور في البحر الأحمر بعدد لم تحدده من الصواريخ الجوالة والباليستية، وأشارت إلى أن حاملة الطائرات أصيبت بشكل مباشر ودقيق، وأكدت أن استهداف حاملة الطائرات جاء رد على مقتل وجرح 58 مدنيا وعسكريا في الغارات الأمريكية والبريطانية على مناطق سيطرة حركة أنصار الله في اليمن. |
| 116 | 1 يونيو 2024        | يو إس إس دوايت أيزنهاور | بحرية الولايات المتحدة                            | الولايات المتحدة                 | طائرات مسيرة صواريخ                         | البحر الأحمر                | أعلنت القوات المسلحة اليمنية الموالية لحركة أنصار الله استهداف حاملة الطائرات الأمريكية يو إس إس دوايت أيزنهاور للمرة الثانية خلال 24 ساعة في شمال البحر الأحمر، بعدد لم تحدده من الصواريخ والطائرات المسيرة |
| 117 | 1 يونيو 2024        | مدمرة أمريكية لم يحدد اسمها | بحرية الولايات المتحدة                            | الولايات المتحدة                 | طائرات مسيرة                                | البحر الأحمر                | أعلنت القوات المسلحة اليمنية الموالية لحركة أنصار الله استهداف مدمرة أمريكية لم تحدد اسمها في البحر الأحمر بعدد غير محدد من الطائرات المسيرة، وأشارت إلى إصابة المدمرة إصابة مباشرة. |
| 118 | 1 يونيو 2024        | ماينا | مالطا                                             |                                  | طائرات مسيرة صواريخ                         | البحر الأحمر بحر العرب      | أعلنت القوات المسلحة اليمنية الموالية لحركة أنصار الله استهداف سفينة ماينا بعمليتين في البحر الأحمر وبحرالعرب، واستهداف سفينة العريق في المحيط الهندي، وسفينة أبلياني في البحر الأحمر، وأشارت إلى أنها استهدفت السفن بسبب انتهاك الشركات المالكة للسفن "قرار حظر الدخول إلى مواني فلسطين المحتلة"، وأكدت على نجاح عمليات الاستهداف وإصابة السفن بشكل مباشر ودقيق. |
| 119 | 1 يونيو 2024        | العريق | جزر مارشال                                        |                                  | طائرات مسيرة صواريخ                         | المحيط الهندي               | أعلنت القوات المسلحة اليمنية الموالية لحركة أنصار الله استهداف سفينة ماينا بعمليتين في البحر الأحمر وبحرالعرب، واستهداف سفينة العريق في المحيط الهندي، وسفينة أبلياني في البحر الأحمر، وأشارت إلى أنها استهدفت السفن بسبب انتهاك الشركات المالكة للسفن "قرار حظر الدخول إلى مواني فلسطين المحتلة"، وأكدت على نجاح عمليات الاستهداف وإصابة السفن بشكل مباشر ودقيق. |
| 120 | 1 يونيو 2024        | أبلياني | مالطا                                             |                                  | طائرات مسيرة صواريخ                         | البحر الأحمر                | أعلنت القوات المسلحة اليمنية الموالية لحركة أنصار الله استهداف سفينة ماينا بعمليتين في البحر الأحمر وبحرالعرب، واستهداف سفينة العريق في المحيط الهندي، وسفينة أبلياني في البحر الأحمر، وأشارت إلى أنها استهدفت السفن بسبب انتهاك الشركات المالكة للسفن "قرار حظر الدخول إلى مواني فلسطين المحتلة"، وأكدت على نجاح عمليات الاستهداف وإصابة السفن بشكل مباشر ودقيق. |
| 121 | 5 يونيو             | روزا | ليبيريا                                           |                                  | طائرات مسيرة صواريخ                         | البحر الأحمر                | أعلنت القوات المسلحة اليمنية الموالية لحركة أنصار الله استهداف سفينة روزا وسفينة فانتيج دريم في البحر الأحمر بعدد لم تحدده من الصواريخ والطائرات المسيرة، وأشارت إلى أن سبب استهداف السفينتين بسبب انتهاك الشركتين المالكتين لهما قرار "حظر الدخول إلى مواني فلسطين المحتلة" |
| 122 | 5 يونيو             | فانتيج دريم | ليبيريا                                           |                                  | طائرات مسيرة صواريخ                         | البحر الأحمر                | أعلنت القوات المسلحة اليمنية الموالية لحركة أنصار الله استهداف سفينة روزا وسفينة فانتيج دريم في البحر الأحمر بعدد لم تحدده من الصواريخ والطائرات المسيرة، وأشارت إلى أن سبب استهداف السفينتين بسبب انتهاك الشركتين المالكتين لهما قرار "حظر الدخول إلى مواني فلسطين المحتلة" |
| 123 | 5 يونيو             | ميرسك سيليتار | الولايات المتحدة                                  |                                  | طائرات مسيرة                                | بحر العرب                   | أعلنت القوات المسلحة اليمنية الموالية لحركة أنصار الله استهداف سفينة ميرسك سيليتار الأمريكية بعدد غير محدد من الطائرات المسيرة شرق بحر العرب. |
| 124 | 6 يونيو 2024        | سفينتين لم يحدد اسمهما | مجهول                                             | مجهول                            | طائرات مسيرة                                | البحر الأبيض المتوسط        | أعلنت القوات المسلحة اليمنية الموالية لحركة أنصار الله تنفيذ عملية مشتركة مع المقاومة الإسلامية العراقية استهدفت فيها سفينتين تحملان شحنات عسكرية في ميناء حيفاء، وسفينة تجارية انتهكت قرار الدخول لميناء حيفاء. |
| 125 | 6 يونيو 2024        | سفينتين لم يحدد اسمهما | مجهول                                             | مجهول                            | طائرات مسيرة                                | البحر الأبيض المتوسط        | أعلنت القوات المسلحة اليمنية الموالية لحركة أنصار الله تنفيذ عملية مشتركة مع المقاومة الإسلامية العراقية استهدفت فيها سفينتين تحملان شحنات عسكرية في ميناء حيفاء، وسفينة تجارية انتهكت قرار الدخول لميناء حيفاء. |
| 126 | 6 يونيو 2024        | سفينة تجارية لم يحدد اسمها | مجهول                                             | مجهول                            | طائرات مسيرة                                | البحر الأبيض المتوسط        | أعلنت القوات المسلحة اليمنية الموالية لحركة أنصار الله تنفيذ عملية مشتركة مع المقاومة الإسلامية العراقية استهدفت فيها سفينتين تحملان شحنات عسكرية في ميناء حيفاء، وسفينة تجارية انتهكت قرار الدخول لميناء حيفاء. |
| 127 | 7 يونيو 2024        | إلبيلا | مالطا                                             |                                  | طائرات مسيرة صواريخ مجنحة صواريخ بحرية      | البحر الأحمر                | أعلنت القوات المسلحة اليمنية الموالية لحركة أنصار الله استهداف سفينة إلبيلا وسفينة أي ال جنوة في البحر الأحمر بعدد لم تحدده من الطائرات المسيرة والصواريخ المجنحة والبحرية، أشارت إلى أنها استهدفت السفينتين بسبب انتهاك الشركتين المالكتين لهما "قرار حظر الدخول إلى مواني فلسطين المحتلة". |
| 128 | 7 يونيو 2024        | أي ال جنوة | قبرص                                              |                                  | طائرات مسيرة صواريخ مجنحة صواريخ بحرية      | البحر الأحمر                | أعلنت القوات المسلحة اليمنية الموالية لحركة أنصار الله استهداف سفينة إلبيلا وسفينة أي ال جنوة في البحر الأحمر بعدد لم تحدده من الطائرات المسيرة والصواريخ المجنحة والبحرية، أشارت إلى أنها استهدفت السفينتين بسبب انتهاك الشركتين المالكتين لهما "قرار حظر الدخول إلى مواني فلسطين المحتلة". |
| 129 | 9 يونيو 2024        | نورديرني | أنتيغوا وباربودا                                  | ألمانيا                          | طائرات مسيرة صواريخ باليستية صواريخ بحرية   | بحر العرب                   | - أعلنت القوات المسلحة اليمنية الموالية لحركة أنصار الله استهداف سفينة نورديرني واندلاع حريق على متنها، وسفينة إم إس سي تافيشي في بحر العرب بعدد لم تحدده من الصواريخ البحرية والباليستية والطائرات المسيرة، وأشارت إلى أن استهداف السفينة بسبب انتهاك الشركتين المالكتين لهما "قرار حظر الدخول إلى مواني فلسطين المحتلة". - أعلنت شركة الأمن البحري البريطانية أمبري عن تعرض سفينة نقل بضائع ترفع علم أنتيغوا وباربودا خلال إبحارها في خليج عدن على بعد 83 ميلا بحريا من جنوب شرق مدينة عدن اليمنية لهجوم بصواريخ نتج عنه اندلاع حريق على متنها، وأشارت إلى تعرض السفينة لإطلاق نار من قوارب صغير خلال الهجوم. - أعلنت هيئة التجارة البحرية البريطانية وقوع هجوم على سفينة في خليج عدن خلال إبحارها على بعد 80 ميلا بحريا من جنوب شرق مدينة عدن اليمنية. - قالت القيادة المركزية الأمريكية إن القوات المسلحة اليمنية الموالية لحركة أنصار الله أطلقت يوم 9 يونيو 2024 من مناطق سيطرتها صاروخين باليستيين مضادين للسفن باتجاه خليج عدن أصاب أحدهم سفينة إم إس سي تافيشي بينما الصاروخ الثاني اعترضته سفينة حربية تابعة لتحالف الازدهار، وأضافت أن القوات المسلحة اليمنية الموالية لحركة أنصار الله أطلقت صاروخا باليستيا مضادا للسفن وصاروخ كروز مضادا للسفن أصابا سفينة نورديرني في خليج عدن. |
| 130 | 9 يونيو 2024        | إم إس سي تافيشي | ليبيريا                                           | سويسرا                           | طائرات مسيرة صواريخ باليستية صواريخ بحرية   | بحر العرب                   | - أعلنت القوات المسلحة اليمنية الموالية لحركة أنصار الله استهداف سفينة نورديرني واندلاع حريق على متنها، وسفينة إم إس سي تافيشي في بحر العرب بعدد لم تحدده من الصواريخ البحرية والباليستية والطائرات المسيرة، وأشارت إلى أن استهداف السفينة بسبب انتهاك الشركتين المالكتين لهما "قرار حظر الدخول إلى مواني فلسطين المحتلة". - أعلنت شركة الأمن البحري البريطانية أمبري عن تعرض سفينة نقل بضائع ترفع علم أنتيغوا وباربودا خلال إبحارها في خليج عدن على بعد 83 ميلا بحريا من جنوب شرق مدينة عدن اليمنية لهجوم بصواريخ نتج عنه اندلاع حريق على متنها، وأشارت إلى تعرض السفينة لإطلاق نار من قوارب صغير خلال الهجوم. - أعلنت هيئة التجارة البحرية البريطانية وقوع هجوم على سفينة في خليج عدن خلال إبحارها على بعد 80 ميلا بحريا من جنوب شرق مدينة عدن اليمنية. - قالت القيادة المركزية الأمريكية إن القوات المسلحة اليمنية الموالية لحركة أنصار الله أطلقت يوم 9 يونيو 2024 من مناطق سيطرتها صاروخين باليستيين مضادين للسفن باتجاه خليج عدن أصاب أحدهم سفينة إم إس سي تافيشي بينما الصاروخ الثاني اعترضته سفينة حربية تابعة لتحالف الازدهار، وأضافت أن القوات المسلحة اليمنية الموالية لحركة أنصار الله أطلقت صاروخا باليستيا مضادا للسفن وصاروخ كروز مضادا للسفن أصابا سفينة نورديرني في خليج عدن. |
| 131 | 9 يونيو 2024        | دايموند | البحرية الملكية البريطانية                        | المملكة المتحدة                  | صواريخ باليستية                             | البحر الأحمر                | - أعلنت القوات المسلحة اليمنية الموالية لحركة أنصار الله استهداف المدمرة البريطانية دايموند في البحر الأحمر بعدد لم تحدده من الصواريخ الباليستية، وأكدت على أن الصواريخ أصابت السفينة بدقة، وأشارت إلى أنها استهدفت المدمرة البريطانية ردا على "المجزرة" التي ارتكبها الجيش الإسرائيلي في مخيم النصيرات في قطاع غزة. - نفت وزارة الدفاع البريطانية تعرض المدمرة البريطانية دايموند لهجوم في البحر الأحمر، واعتبرت بيان القوات المسلحة اليمنية الموالية لحركة أنصار الله "ادعاء غير صحيح" . |
| 132 | 12 يونيو 2024       | توتر | ليبيريا                                           | اليونان                          | طائرات مسيرة صواريخ بحرية زورق مسير         | البحر الأحمر                | - أعلنت شركة الأمن البحري البريطانية أمبري عن تعرض السفينة اليونانية توتور التي ترفع علم ليبيريا لهجوم من مسلحين يعتقد أنهم مولون لحركة أنصار لله على متن زورق في البحر الأحمر على بعد 67.7 ميلا بحريا من جنوب غرب مدينة الحديدة في اليمن، ما تسبب في دخول المياه إلى غرفة محرك السفينة، وأشارت إلى أن السفينة من بين الفئة التي تستهدفها القوات المسلحة اليمنية الموالية لحركة أنصار الله. - أعلنت هيئة التجارة البحرية البريطانية عن تعرض سفينة على بعد 66 ميلا بحريا من جنوب غرب ميناء الحديدة في البحر الأحمر لإصابة وأنها وجهت نداء استغاثة، وأشارت إلى أن قاربا يتراوح طوله بين 5 و 7 أمتار اصطدم بمؤخرة السفينة، وطالبت السفن بتوخي الحذر خلال عبورها المنطقة والإبلاغ عن أي أنشطة مشبوهة، وقالت إن ربان السفينة أبلغ بتعرض السفينة لهجوم جوي آخر وان السفينة لم تعد تحت قيادة طاقمها. - أعلنت القوات المسلحة اليمنية الموالية لحركة أنصار الله استهداف سفينة توتر في البحر الأحمر بزورق مسير وعدد لم تحدده من الطائرات المسيرة والصواريخ البحرية، وأكدت على تعرض السفينة لإصابة بالغة وأنها مهددة بالغرق، وأشارت إلى أنها استهدفت السفينة بسبب انتهاك الشركة المالكة لها "قرار حظر الدخول إلى مواني فلسطين المحتلة". - أعلنت هيئة عمليات التجارة البحرية البريطانية يوم 19 يونيو 2024 عن غرق سفينة تجارية استهدفتها القوات المسلحة اليمنية الموالية لحركة أنصار الله يوم 12 يونيو 2024 في البحر الأحمر على بعد 66 ميلا بحريا من جنوب غرب مدينة الحديدة اليمنية بزورق مسير وصواريخ، ويعتقد أنها السفينة توتر. - قال قائد حركة أنصار الله اليمنية عبد الملك الحوثي أن أفرادا من القوات البحرية اليمنية الموالية للحركة تمكنت من الصعود إلى سفينة توتور والقيام بتفخيخها وتفجيرها عقب استهدافها بزورق مسير. |
| 133 | 13 يونيو 2024       | فيربينا | بالاو                                             | أوكرانيا                         | صواريخ سلاح الجو المسير (اليمن)             | بحر العرب                   | - أعلنت القوات المسلحة اليمنية الموالية لحركة أنصار الله تنفيذ قواتها البحرية والصاروخية وسلاح الجو المسير ثلاث عمليات استهدفت في العملية الأولى سفينة فاربينا في بحر العرب واندلاع النيران إثر إصابتها إصابة مباشرة، وفي العملية الثانية استهدفت فيها سي جارديان في البحر الأحمر وإصابتها بشكل مباشر، وفي العملية الثالثة استهدفت سفينة أثينا في البحر الأحمر وإصابتها بشكل مباشر. - أعلنت القيادة المركزية الأمريكية إصابة بحار من طاقم سفينة فاربينا بجروح خطير أثر استهداف القوات المسلحة اليمنية الموالية لحركة أنصار الله السفينة بصاروخي كروز مضادين للسفن، وأشارت إلى حدوث أضرار واشتعال النيران على متن السفينة. |
| 134 | 13 يونيو 2024       | سي جارديان | مالطا                                             |                                  | صواريخ سلاح الجو المسير (اليمن)             | البحر الأحمر                | - أعلنت القوات المسلحة اليمنية الموالية لحركة أنصار الله تنفيذ قواتها البحرية والصاروخية وسلاح الجو المسير ثلاث عمليات استهدفت في العملية الأولى سفينة فاربينا في بحر العرب واندلاع النيران إثر إصابتها إصابة مباشرة، وفي العملية الثانية استهدفت فيها سي جارديان في البحر الأحمر وإصابتها بشكل مباشر، وفي العملية الثالثة استهدفت سفينة أثينا في البحر الأحمر وإصابتها بشكل مباشر. - أعلنت القيادة المركزية الأمريكية إصابة بحار من طاقم سفينة فاربينا بجروح خطير أثر استهداف القوات المسلحة اليمنية الموالية لحركة أنصار الله السفينة بصاروخي كروز مضادين للسفن، وأشارت إلى حدوث أضرار واشتعال النيران على متن السفينة. |
| 135 | 13 يونيو 2024       | أثينا | ليبيريا                                           |                                  | صواريخ سلاح الجو المسير (اليمن)             | البحر الأحمر                | - أعلنت القوات المسلحة اليمنية الموالية لحركة أنصار الله تنفيذ قواتها البحرية والصاروخية وسلاح الجو المسير ثلاث عمليات استهدفت في العملية الأولى سفينة فاربينا في بحر العرب واندلاع النيران إثر إصابتها إصابة مباشرة، وفي العملية الثانية استهدفت فيها سي جارديان في البحر الأحمر وإصابتها بشكل مباشر، وفي العملية الثالثة استهدفت سفينة أثينا في البحر الأحمر وإصابتها بشكل مباشر. - أعلنت القيادة المركزية الأمريكية إصابة بحار من طاقم سفينة فاربينا بجروح خطير أثر استهداف القوات المسلحة اليمنية الموالية لحركة أنصار الله السفينة بصاروخي كروز مضادين للسفن، وأشارت إلى حدوث أضرار واشتعال النيران على متن السفينة. |
| 136 | 16 يونيو 2024       | مدمرة أمريكية لم يحدد اسمها | بحرية الولايات المتحدة                            | الولايات المتحدة                 | صواريخ باليستية                             | البحر الأحمر                | أعلنت القوات المسلحة اليمنية الموالية لحركة أنصار الله تنفيذ عمليتين عسكريتين في البحر الأحمر استهدفت في العملية الأولى مدمرة أمريكية بعدد لم تحدده من الصواريخ الباليستية، وفي العملية الثانية استهدفت سفينة كابتن باريس بعدد لم تحدده من الصواريخ البحرية بسبب انتهاك الشركة المالكة لها "قرار حظر الدخول إلى مواني فلسطين المحتلة". |
| 137 | 16 يونيو 2024       | كابتن باريس | مالطا                                             |                                  | صواريخ بحرية                                | البحر الأحمر                | أعلنت القوات المسلحة اليمنية الموالية لحركة أنصار الله تنفيذ عمليتين عسكريتين في البحر الأحمر استهدفت في العملية الأولى مدمرة أمريكية بعدد لم تحدده من الصواريخ الباليستية، وفي العملية الثانية استهدفت سفينة كابتن باريس بعدد لم تحدده من الصواريخ البحرية بسبب انتهاك الشركة المالكة لها "قرار حظر الدخول إلى مواني فلسطين المحتلة". |
| 138 | 16 يونيو 2024       | هابي كوندور | الدنمارك                                          |                                  | طائرات مسيرة                                | بحر العرب                   | أعلنت القوات المسلحة اليمنية الموالية لحركة أنصار الله استهداف سفينة هابي كوندور في بحر العرب بعدد لم تحدده من الطائرات المسيرة بسبب انتهاك الشركة المالكة لها "قرار حظر الدخول إلى مواني فلسطين المحتلة". |
| 139 | 22 يونيو 2024       | ترانسورلد نافيجيتور | ليبيريا                                           |                                  | صواريخ باليستية                             | بحر العرب                   | أعلنت القوات المسلحة اليمنية الموالية لحركة أنصار الله استهداف سفينة ترانسورلد نافيجيتور في بحر العرب بعدد لم تحدده من الصواريخ الباليستية، بسبب انتهاك الشركة المالكة لها "قرار حظر الدخول إلى مواني فلسطين المحتلة"، وأكدت إصابة السفينة بشكل مباشر. |
| 140 | 22 يونيو 2024       | يو إس إس دوايت أيزنهاور | بحرية الولايات المتحدة                            | الولايات المتحدة                 | صواريخ باليستية صواريخ مجنحة                | البحر الأحمر                | أعلنت القوات المسلحة اليمنية الموالية لحركة أنصار الله استهداف حاملة الطائرات الأمريكية يو إس إس دوايت أيزنهاور في شمال البحر الأحمر بعدد لم تحدده من الصواريخ الباليستية والمجنحة، وأكدت نجاح أهداف عملية الاستهداف. |
| 141 | 22 يونيو 2024       | ناقلة أسمنت لم يحدد اسمها | مجهول                                             |                                  | طائرات مسيرة                                | ميناء حيفا                  | أعلنت القوات المسلحة اليمنية الموالية لحركة أنصار الله تنفيذ عمليتين عسكريتين مع المقاومة الإسلامية العراقية استهدفت في العملية الأولى 4 سفن في ميناء حيفاء اثنتين منهما ناقلتا أسمنت والاثنتين الأخرى سفينتا شحن، بينما استهدفت في العملية الثانية سفينة شورثورن إكسبرس في البحر الأبيض المتوسط خلال توجهها إلى ميناء حيفا بعدد لم تحدده من الطائرات المسيرة. |
| 142 | 22 يونيو 2024       | ناقلة أسمنت لم يحدد اسمها | مجهول                                             |                                  | طائرات مسيرة                                | ميناء حيفا                  | أعلنت القوات المسلحة اليمنية الموالية لحركة أنصار الله تنفيذ عمليتين عسكريتين مع المقاومة الإسلامية العراقية استهدفت في العملية الأولى 4 سفن في ميناء حيفاء اثنتين منهما ناقلتا أسمنت والاثنتين الأخرى سفينتا شحن، بينما استهدفت في العملية الثانية سفينة شورثورن إكسبرس في البحر الأبيض المتوسط خلال توجهها إلى ميناء حيفا بعدد لم تحدده من الطائرات المسيرة. |
| 143 | 22 يونيو 2024       | سفينة شحن لم يحدد اسمها | مجهول                                             |                                  | طائرات مسيرة                                | ميناء حيفا                  | أعلنت القوات المسلحة اليمنية الموالية لحركة أنصار الله تنفيذ عمليتين عسكريتين مع المقاومة الإسلامية العراقية استهدفت في العملية الأولى 4 سفن في ميناء حيفاء اثنتين منهما ناقلتا أسمنت والاثنتين الأخرى سفينتا شحن، بينما استهدفت في العملية الثانية سفينة شورثورن إكسبرس في البحر الأبيض المتوسط خلال توجهها إلى ميناء حيفا بعدد لم تحدده من الطائرات المسيرة. |
| 144 | 22 يونيو 2024       | سفينة شحن لم يحدد اسمها | مجهول                                             |                                  | طائرات مسيرة                                | ميناء حيفا                  | أعلنت القوات المسلحة اليمنية الموالية لحركة أنصار الله تنفيذ عمليتين عسكريتين مع المقاومة الإسلامية العراقية استهدفت في العملية الأولى 4 سفن في ميناء حيفاء اثنتين منهما ناقلتا أسمنت والاثنتين الأخرى سفينتا شحن، بينما استهدفت في العملية الثانية سفينة شورثورن إكسبرس في البحر الأبيض المتوسط خلال توجهها إلى ميناء حيفا بعدد لم تحدده من الطائرات المسيرة. |
| 145 | 22 يونيو 2024       | شورثورن اكسبرس | لوكسمبورغ                                         |                                  | طائرات مسيرة                                | البحر الأبيض المتوسط        | أعلنت القوات المسلحة اليمنية الموالية لحركة أنصار الله تنفيذ عمليتين عسكريتين مع المقاومة الإسلامية العراقية استهدفت في العملية الأولى 4 سفن في ميناء حيفاء اثنتين منهما ناقلتا أسمنت والاثنتين الأخرى سفينتا شحن، بينما استهدفت في العملية الثانية سفينة شورثورن إكسبرس في البحر الأبيض المتوسط خلال توجهها إلى ميناء حيفا بعدد لم تحدده من الطائرات المسيرة. |
| 146 | 23 يونيو 2024       | ستولت سيكويا | ليبيريا                                           |                                  | صواريخ مجنحة                                | المحيط الهندي               | أعلنت القوات المسلحة اليمنية الموالية لحركة أنصار الله استهداف سفينة ستولت سيكويا في المحيط الهندي بعدد لم تحدده من الصواريخ المجنحة وأكدت نجاح عملية الاستهداف، بينما أعلنت أنها استهدفت السفينة ترانسوورلد نافيغيتو في البحر الأحمر بزورق مسير وإصابة السفينة بشكل مباشر. |
| 147 | 23 يونيو 2024       | ترانسوورلد نافيغيتو | ليبيريا                                           | اليونان                          | زورق مسير                                   | البحر الأحمر                | أعلنت القوات المسلحة اليمنية الموالية لحركة أنصار الله استهداف سفينة ستولت سيكويا في المحيط الهندي بعدد لم تحدده من الصواريخ المجنحة وأكدت نجاح عملية الاستهداف، بينما أعلنت أنها استهدفت السفينة ترانسوورلد نافيغيتو في البحر الأحمر بزورق مسير وإصابة السفينة بشكل مباشر. |
| 148 | 25 يونيو 2024       | إم إس سي سارة في | ليبيريا                                           | إسرائيل                          | صواريخ باليستية                             | بحر العرب                   | - أعلنت القوات المسلحة اليمنية الموالية لحركة أنصار الله استهداف سفينة (إم إس سي سارة في) الإسرائيلية في بحر العرب بصاروخ باليستي جديد يستخدم لأول مرة، وأكدت على أن الصاروخ أصاب السفينة بشكل مباشر ودقيق. - أعلن المتحدث الرسمي باسم القوات المسلحة اليمنية الموالية لحركة أنصار الله يحيى سريع عن استخدام صاروخ فرط صوتي محلي الصنع يحمل اسم حاطم 2 في استهداف السفينة إم إس سي سارة. |
| 149 | 26 يونيو 2024       | إم إس سي مانزانيلو | البرتغال                                          | إسرائيل                          | طائرات مسيرة                                | ميناء حيفا                  | أعلنت القوات المسلحة اليمنية الموالية لحركة أنصار الله تنفيذ عملية مشتركة مع المقاومة الإسلامية العراقية استهدفت فيها السفينة الإسرائيلية إم إس سي مانزانيلو في ميناء حيفا بعدد لم تحدده من الطائرات المسيرة، وأكدت نجاح العملية. |
| 150 | 27 يونيو 2024       | سيجوي | مالطا                                             |                                  | صواريخ صواريخ مجنحة زورق مسير               | البحر الأحمر                | أعلنت القوات المسلحة اليمنية الموالية لحركة أنصار الله استهداف سفينة سيجوي في البحر الأحمر باستخدام زورق مسير وعدد لم تحدده من الصواريخ والطائرات المسيرة، وأشارت إلى إصابة السفينة بشكل مباشر ودقيق. |
| 151 | 28 يونيو 2024       | والر | بنما                                              |                                  | طائرات مسيرة                                | البحر الأبيض المتوسط        | أعلنت القوات المسلحة اليمنية الموالية لحركة أنصار الله عن عملية مشتركة مع المقاومة الإسلامية في العراق استهدفت فيها سفينة والر في البحر الأبيض المتوسط بعدد لم تحدده من الطائرات المسيرة، وأشارت إلى أن السفينة كانت في طريقها إلى ميناء حيفا. |
| 152 | 28 يونيو 2024       | ديلونيكس | الولايات المتحدة                                  | الولايات المتحدة                 | صواريخ باليستية                             | البحر الأحمر                | أعلنت القوات المسلحة اليمنية الموالية لحركة أنصار الله تنفيذ 3 عمليات عسكرية، استهدفت في العملية الأولى السفينة الأمريكية ديلونيكس في البحر الأحمر بعدد لم تحدده من الصواريخ الباليستية، بينما في العملية الثانية استهدفت سفينة يوانيس في البحر الأحمر بعدد لم تحدده من الزوارق المسيرة بسبب انتهاك الشركة المالكة لها "قرار حظر الدخول إلى مواني فلسطين المحتلة"، وفي العملية الثالثة استهدفت سفينة يوهانس ميرسك في البحر الأبيض بصاروخ مجنح، وأكدت نجاح عمليات الاستهداف الثلاث. |
| 153 | 28 يونيو 2024       | يوانيس | جزر البهاما                                       |                                  | زوارق مسيرة                                 | البحر الأحمر                | أعلنت القوات المسلحة اليمنية الموالية لحركة أنصار الله تنفيذ 3 عمليات عسكرية، استهدفت في العملية الأولى السفينة الأمريكية ديلونيكس في البحر الأحمر بعدد لم تحدده من الصواريخ الباليستية، بينما في العملية الثانية استهدفت سفينة يوانيس في البحر الأحمر بعدد لم تحدده من الزوارق المسيرة بسبب انتهاك الشركة المالكة لها "قرار حظر الدخول إلى مواني فلسطين المحتلة"، وفي العملية الثالثة استهدفت سفينة يوهانس ميرسك في البحر الأبيض بصاروخ مجنح، وأكدت نجاح عمليات الاستهداف الثلاث. |
| 154 | 28 يونيو 2024       | يوهانس ميرسك | الدنمارك                                          | الدنمارك                         | صاروخ مجنح                                  | البحر الأبيض المتوسط        | أعلنت القوات المسلحة اليمنية الموالية لحركة أنصار الله تنفيذ 3 عمليات عسكرية، استهدفت في العملية الأولى السفينة الأمريكية ديلونيكس في البحر الأحمر بعدد لم تحدده من الصواريخ الباليستية، بينما في العملية الثانية استهدفت سفينة يوانيس في البحر الأحمر بعدد لم تحدده من الزوارق المسيرة بسبب انتهاك الشركة المالكة لها "قرار حظر الدخول إلى مواني فلسطين المحتلة"، وفي العملية الثالثة استهدفت سفينة يوهانس ميرسك في البحر الأبيض بصاروخ مجنح، وأكدت نجاح عمليات الاستهداف الثلاث. |
| 155 | 1 يوليو 2024        | يونيفك | إسرائيل                                           |                                  | صواريخ مجنحة                                | البحر الأحمر                | أعلنت القوات المسلحة اليمنية الموالية لحركة أنصار الله الحوثيين استهداف سفينة يونيفك الإسرائيلية في البحر الأحمر بعدد لم تحدده من الصواريخ المجنحة، وسفينة ديلونكس الأمريكية في البحر الأحمر، وسفينة إنزال بريطانية اسمها أنفيل في المحيط الهندي، وسفينة لاكي سيلور في البحر المتوسط بعدد لم تحدده من الصواريخ المجنحة، وأشارت إلى نجاح عمليات الاستهداف. |
| 156 | 1 يوليو 2024        | ديلونكس | الولايات المتحدة                                  |                                  |                                             | البحر الأحمر                | أعلنت القوات المسلحة اليمنية الموالية لحركة أنصار الله الحوثيين استهداف سفينة يونيفك الإسرائيلية في البحر الأحمر بعدد لم تحدده من الصواريخ المجنحة، وسفينة ديلونكس الأمريكية في البحر الأحمر، وسفينة إنزال بريطانية اسمها أنفيل في المحيط الهندي، وسفينة لاكي سيلور في البحر المتوسط بعدد لم تحدده من الصواريخ المجنحة، وأشارت إلى نجاح عمليات الاستهداف. |
| 157 | 1 يوليو 2024        | أنفيل | المملكة المتحدة                                   |                                  |                                             | المحيط الهندي               | أعلنت القوات المسلحة اليمنية الموالية لحركة أنصار الله الحوثيين استهداف سفينة يونيفك الإسرائيلية في البحر الأحمر بعدد لم تحدده من الصواريخ المجنحة، وسفينة ديلونكس الأمريكية في البحر الأحمر، وسفينة إنزال بريطانية اسمها أنفيل في المحيط الهندي، وسفينة لاكي سيلور في البحر المتوسط بعدد لم تحدده من الصواريخ المجنحة، وأشارت إلى نجاح عمليات الاستهداف. |
| 158 | 1 يوليو 2024        | لاكي سيلور |                                                   |                                  | صواريخ مجنحة                                | البحر الأبيض المتوسط        | أعلنت القوات المسلحة اليمنية الموالية لحركة أنصار الله الحوثيين استهداف سفينة يونيفك الإسرائيلية في البحر الأحمر بعدد لم تحدده من الصواريخ المجنحة، وسفينة ديلونكس الأمريكية في البحر الأحمر، وسفينة إنزال بريطانية اسمها أنفيل في المحيط الهندي، وسفينة لاكي سيلور في البحر المتوسط بعدد لم تحدده من الصواريخ المجنحة، وأشارت إلى نجاح عمليات الاستهداف. |
| 159 | 9 يوليو 2024        | ميرسك سنتوسا | الولايات المتحدة                                  |                                  | صواريخ باليستية صواريخ مجنحةطائرات مسيرة    | بحر العرب                   | أعلنت القوات المسلحة اليمنية الموالية لحركة أنصار الله الحوثيين استهداف سفينة ميرسك سنتوسا الأمريكية وسفينة مارثوبوليس في بحر العرب بعدد لم تحدده من الصواريخ المجنحة والباليستية والطائرات المسيرة، وسفينة إم إس سي باتناري الإسرائيلية في خليج عدن بعدد لم تحدده من الطائرات المسيرة. |
| 160 | 9 يوليو 2024        | مارثوبوليس | مالطا                                             |                                  | طائرات مسيرة                                | بحر العرب                   | أعلنت القوات المسلحة اليمنية الموالية لحركة أنصار الله الحوثيين استهداف سفينة ميرسك سنتوسا الأمريكية وسفينة مارثوبوليس في بحر العرب بعدد لم تحدده من الصواريخ المجنحة والباليستية والطائرات المسيرة، وسفينة إم إس سي باتناري الإسرائيلية في خليج عدن بعدد لم تحدده من الطائرات المسيرة. |
| 161 | 9 يوليو 2024        | إم إس سي باتناري | إسرائيل                                           |                                  | طائرات مسيرة                                | خليج عدن                    | أعلنت القوات المسلحة اليمنية الموالية لحركة أنصار الله الحوثيين استهداف سفينة ميرسك سنتوسا الأمريكية وسفينة مارثوبوليس في بحر العرب بعدد لم تحدده من الصواريخ المجنحة والباليستية والطائرات المسيرة، وسفينة إم إس سي باتناري الإسرائيلية في خليج عدن بعدد لم تحدده من الطائرات المسيرة. |
| 162 | 12 يوليو 2024       | كريسلس | ليبيريا                                           |                                  | صواريخ باليستية صواريخ بحرية طائرات مسيرة   | البحر الأحمر باب المندب     | أعلنت القوات المسلحة اليمنية الموالية لحركة أنصار الله الحوثيون استهداف سفينة كريسلس مرتين في البحر الأحمر وباب المندب بعدد من الصواريخ الباليستية والبحرية والطائرات المسيرة. |
| 163 | 15 يوليو 2024       | إم تي بنتلي | بنما                                              | إسرائيل                          | صواريخ باليستية زوارق مسيرة طائرات مسيرة    | البحر الأحمر                | أعلنت القوات المسلحة اليمنية الموالية لحركة أنصار الله الحوثيين استهداف سفينة بنتلي وناقلة النفط كيوس لايون في البحر الأحمر، واستهداف سفينة أوليفيا في البحر الأبيض المتوسط بعملية مشتركة مع المقاومة الإسلامية في العراق. |
| 164 | 15 يوليو 2024       | إم تي كيوس لايون | ليبيريا                                           | جزر مارشال                       | زوارق مسيرة                                 | البحر الأحمر                | أعلنت القوات المسلحة اليمنية الموالية لحركة أنصار الله الحوثيين استهداف سفينة بنتلي وناقلة النفط كيوس لايون في البحر الأحمر، واستهداف سفينة أوليفيا في البحر الأبيض المتوسط بعملية مشتركة مع المقاومة الإسلامية في العراق. |
| 165 | 15 يوليو 2024       | أوليفيا | قبرص                                              |                                  |                                             | البحر الأبيض المتوسط        | أعلنت القوات المسلحة اليمنية الموالية لحركة أنصار الله الحوثيين استهداف سفينة بنتلي وناقلة النفط كيوس لايون في البحر الأحمر، واستهداف سفينة أوليفيا في البحر الأبيض المتوسط بعملية مشتركة مع المقاومة الإسلامية في العراق. |
| 166 | 19 يوليو 2024       | لوبيفيا | سنغافورة                                          |                                  | صواريخ باليستيةطائرات مسيرة                 | خليج عدن                    | أعلنت القوات المسلحة اليمنية الموالية لحركة أنصار الله الحوثيون استهداف سفينة لوبيفيا في خليج عدن بعدد لم تحدده من الطائرات المسيرة والصواريخ الباليستية. |